# PP de la Verge
PP de la Verge (PP Virginis) és un estel variable a la constel·lació de la Verge (Virgo). Té magnitud aparent mitjana +8,30 i s'hi troba a 423 anys llum de distància del sistema solar.
PP de la Verge està catalogada com un estel blanc-groc de tipus espectral F0p, i la seua temperatura efectiva és de 6.930 K. Té una lluminositat 6,2 vegades major que la lluminositat solar i un radi 1,9 vegades més gran que el del Sol. Amb una massa de 1,48 masses solars, la seva edat s'estima en 1.580 milions d'anys.
PP de la Verge és un estel químicament peculiar, estant classificat com un estel Ap d'oscil·lació ràpida (roAp), amb característiques semblants a 10 Aquilae o a l'Estrella de Przybylski. De fet, el comportament global de les polsacions en la seva atmosfera estel·lar és molt similar a l'observat en l'Estel de Przybylski. La velocitat de rotació projectada de PP Virginis és diferent quan es consideren les línies espectrals d'elements de terres rares (3,5 km/s) o les de ferro (4,5 km/s). El període de rotació obtingut de 3,877 dies, al costat de la baixa velocitat de rotació mesurada, suggereix que el seu eix de rotació deu estar aproximadament orientat cap a nosaltres. Classificada com a variable Alfa2 Canum Venaticorum, la seva lluentor oscil·la 0,01 magnituds.